# Beker van België (korfbal)
De Beker van België is een jaarlijks terugkerend korfbaltoernooi. Het wordt georganiseerd door de Koninklijke Belgische Korfbalbond (KBKB).
Het betreft een veldkorfbaltornooi en is opgezet met een knock-outsysteem. De eerste speelrondes worden doorgaans in september/oktober georganiseerd. De halve finales en finale omstreeks april/mei in het daaropvolgende jaar.

## Erelijst
- 1978-1979 Borgerhout
- 1979-1980 Spartacus
- 1980-1981 Kwik
- 1981-1982 Meeuwen
- 1982-1983 AKC
- 1983-1984 Sikopi
- 1984-1985 Kwik
- 1985-1986 AKC
- 1986-1987 Borgerhout
- 1987-1988 Riviera
- 1988-1989 Meeuwen
- 1989-1990 Sikopi
- 1990-1991 Sikopi
- 1991-1992 Catbavrienden
- 1992-1993 AKC
- 1993-1994 Catbavrienden
- 1994-1995 AKC
- 1995-1996 Catbavrienden
- 1996-1997 Catbavrienden
- 1997-1998 Catbavrienden
- 1998-1999 AKC
- 1999-2000 AKC
- 2000-2001 AKC
- 2001-2002 AKC
- 2002-2003 AKC
- 2003-2004 AKC
- 2004-2005 Riviera
- 2005-2006 Riviera
- 2006-2007 Riviera[1]
- 2007-2008 Boeckenberg[2]
- 2008-2009 Boeckenberg[3]
- 2009-2010 Boeckenberg[4]
- 2010-2011 Boeckenberg[5]
- 2011-2012 Scaldis[6]
- 2012-2013 Scaldis[7]
- 2013-2014 Boeckenberg[8]
- 2014-2015 AKC[9]
- 2015-2016 AKC[10]
- 2016-2017 Boeckenberg[11]
- 2017-2018 Voorwaarts[12]
- 2018-2019 Sikopi[13]
- 2019-2020 afgelast omwille van de Covid-19-pandemie
- 2020-2021 afgelast omwille van de Covid-19-pandemie
- 2021-2022 Borgerhout/Groen-Wit[14]
- 2022-2023 Borgerhout/Groen-Wit
- 2023-2024 Borgerhout/Groen-Wit
- 2024-2025 Boeckenberg

### Titels per club
| Aantal | Club                 | Edities                                                                  |
| ------ | -------------------- | ------------------------------------------------------------------------ |
| 12x    | AKC                  | 1983, 1986, 1993, 1995, 1999, 2000, 2001, 2002, 2003, 2004, 2015, & 2016 |
| 7x     | Boeckenberg          | 2008, 2009, 2010, 2011, 2014, 2017, 2025                                 |
| 5x     | Catbavrienden        | 1992, 1994, 1996, 1997 & 1998                                            |
| 5x     | Borgerhout           | 1979, 1987, 2022, 2023, 2024                                             |
| 4x     | Sikopi               | 1984, 1990, 1991 & 2019                                                  |
| 4x     | Riviera              | 1988, 2005, 2006 & 2007                                                  |
| 2x     | Scaldis              | 2012 & 2013                                                              |
| 2x     | Meeuwen              | 1982 & 1989                                                              |
| 2x     | Kwik                 | 1981 & 1985                                                              |
| 2x     | Borgerhout/Groen-Wit | 2022 & 2023                                                              |
| 1x     | Voorwaarts           | 2018                                                                     |
| 1x     | Spartacus            | 1980                                                                     |

Vlaamse clubs · Waalse clubs · Brusselse clubs
Speler van het Jaar · Biografieën Belgische korfballers